# Når du kigger væk
Når du kigger væk er en dansk dokumentarfilm fra 2017 instrueret af Phie Ambo.

## Handling
I tæt samarbejde med forskere ved Niels Bohr Instituttet undersøger filmen emnet bevidsthed med udgangspunkt i kvantefysikken. Filmens optageform giver publikum mulighed for at følge en proces, hvis resultat ikke er givet på forhånd. Filmen stiller en række grundlæggende videnskabelige spørgsmål som: Hvad hvis grundlæggende årsagssammenhænge i verden ikke fungerer som vi tror? Skal vi forstå forholdet mellem vores bevidsthed og den fysiske verden på en helt ny måde? Hvad sker der i naturvidenskabens grænseland – der hvor de vedtagne sandheder og de vilde teorier støder sammen? Vil en ny måde at forstå vores menneskelige bevidsthed, komme fra en helt uventet kant? "Når du kigger væk" er den tredje film i en trilogi, hvor Phie Ambo sætter videnskabelige og eksistentielle spørgsmål ind i en dramatisk, filmisk struktur.

## Medvirkende
- Holger Bech Nielsen